# Neotoma
A Neotoma, vagy bozótpatkány az emlősök (Mammalia) osztályának rágcsálók (Rodentia) rendjébe, ezen belül a hörcsögfélék (Cricetidae) családjába tartozó nem.

## Rendszerezés
A nembe az alábbi 3 alnem és 22 faj tartozik:
- Neotoma Say & Ord, 1825
  - fehértorkú bozótpatkány (Neotoma albigula) Hartley, 1894
  - Neotoma angustapalata Baker, 1951
  - †Todos Santos-szigeti bozótpatkány (Neotoma anthonyi) J. A. Allen, 1898
  - Cedros-szigeti bozótpatkány (Neotoma bryanti) Merriam, 1887
  - †Coronados-szigeti bozótpatkány (Neotoma bunkeri) Burt, 1932
  - Neotoma chrysomelas J. A. Allen, 1908
  - Neotoma devia Goldman, 1927
  - keleti bozótpatkány (Neotoma floridana) Ord, 1818 – típusfaj
  - kormoslábú bozótpatkány (Neotoma fuscipes) Baird, 1857
  - Neotoma goldmani Merriam, 1903
  - Neotoma lepida Thomas, 1893
  - Neotoma leucodon Merriam, 1894
  - Neotoma macrotis Thomas, 1893
  - Neotoma magister Baird, 1857
  - †San Martin-szigeti bozótpatkány (Neotoma martinensis) Goldman, 1905
  - mexikói bozótpatkány (Neotoma mexicana) Baird, 1855
  - Neotoma micropus Baird, 1855
  - Neotoma nelsoni Goldman, 1905
  - Neotoma palatina Goldman, 1905
  - Neotoma stephensi Goldman, 1905
- Teonoma Gray, 1843
  - kefefarkú bozótpatkány (Neotoma cinerea) Ord, 1815
- Teanopus Merriam, 1903
  - Neotoma phenax Merriam, 1903